# Estación El Lenguaraz
El Lenguaraz es una estación ferroviaria, ubicada en el Partido de Lobería, en la Provincia de Buenos Aires, Argentina.

Estación El Lenguaraz cuyo nombre se puso en homenaje a los hombres que en época de la
Campaña al Desierto., hacían de intérpretes con el indio.
Pueblos-de-la-costa-atlc3a1ntica-bonaerense, https://historiamoron.files.wordpress.com

## Servicios
Es una pequeña estación del ramal perteneciente al Ferrocarril General Roca, desde la Tandil hasta la estación Lobería.
No presta servicios de pasajeros.